# Alex Scales
Alex Jerome Scales (Racine, 3 luglio 1978) è un ex cestista statunitense.

## Carriera
Con gli Stati Uniti ha disputato i Campionati americani del 2005.

## Palmares
- UBA Pro Basketball League: 1

Mumbai Challengers: 2017

## Palmarès
- All-CBA Second Team (2003)